# Abdul Salaam
Abdul Salaam, nato Larry Faulk (New Brockton, 12 agosto 1953 – Cincinnati, 8 ottobre 2024), è stato un giocatore di football americano statunitense che giocò nel ruolo di defensive tackle per tutta la carriera con i New York Jets della National Football League (NFL) come membro della celebre New York Sack Exchange.

## Carriera professionistica
Noto come "Larry Faulk" quando fu scelto dai New York Jets nel settimo giro (188º assoluto) del Draft NFL 1976, cambiò il suo nome in "Abdul Salaam", che significa "servitore della pace", nel 1977 per il desiderio di serenità nella vita.
I Jets terminarono con un record di 3-11 nelle prime due stagioni di Salaam nella National Football League, ma quando a lui si unirono Joe Klecko, Mark Gastineau e Marty Lyons la linea difensiva della sua squadra diventò una delle migliori della lega, venendo soprannominata "New York Sack Exchange". I quattro misero a segno complessivamente 66 sack nel 1981, portando i Jets a tornare ai playoff per la prima volta dal 1969.
Nel novembre 1981, Klecko, Gastineau, Salaam e Lyons furono invitati a fare suonare la campana cerimoniale che dava iniziò alle contrattazioni al New York Stock Exchange, che era servito da ispirazione al loro soprannome.
I Jets tornarono ai playoff nel 1982 perdendo nella finale della AFC contro i Miami Dolphins. Nella stagione successiva disputò una sola partita, venendo scambiato a fine anno coi San Diego Chargers con cui tuttavia non giocò mai, ritirandosi.

## Statistiche
| Partite | 97  |
| Sack    | 2,5 |